# 기나긴 이별
기나긴 이별(The Long Good-bye)은 1953년에 출판된 레이먼드 챈들러의 소설로, 사립 탐정 필립 말로가 등장하는 여섯 번째 소설이다. 일부 비평가들은 이 작품이 깊은 잠(The Big Sleep)이나 안녕, 내 사랑(Farewell, My Lovely)보다 열등하다고 생각하지만 다른 비평가들은 이 작품을 그의 작품 중 최고라고 평가한다. 챈들러는 친구에게 보낸 편지에서 이 소설을 "나의 최고의 책"이라고 불렀다.
이 소설은 하드보일드 탐정 소설을 사회 비판의 수단으로 사용하고 챈들러의 삶에서 자전적 요소를 포함했다는 점에서 주목할 만한다. 1955년 이 소설은 에드가상 최우수 소설상을 수상했다. 나중에 1973년 동명의 영화(긴 이별)로 각색되어 1970년대 로스앤젤레스로 업데이트되었으며 엘리엇 굴드가 주연을 맡았다.